# William Varley
William Michael "Bill" Varley (Nova York, 6 de novembre de 1880 – Nova York, octubre de 1968) va ser un remer estatunidenc que va competir a principis del segle xx.
El 1904 va prendre part en els Jocs Olímpics de Saint Louis, on va guanyar dues medalles del programa de rem: la d'or en la prova de doble scull i la de plata en dos sense timoner, en ambdós casos fent parella amb John Mulcahy.